# Bertil Schedin
Axel Bertil Schedin, född 10 november 1898 i Eskilstuna, död 24 december 1942, var en svensk skådespelare.
Schedin filmdebuterade 1930 i Ragnar Rings kortfilm Lyckobreven. Han var från 1933 gift med skådespelaren Hanny Schedin, född Gustafson. De är begravda på Sollentuna kyrkogård.

## Filmografi
- 1930 – Lyckobreven
- 1937 – Pensionat Paradiset
- 1938 – Med folket för fosterlandet
- 1938 – Goda vänner och trogna grannar
- 1939 – Sjöcharmörer
- 1939 – Kadettkamrater
- 1940 – Stål
- 1940 – Kyss henne!
- 1952 – Snurren direkt - En klippfilm med material inspelat tidigare.

## Teater

### Roller
| År   | Roll                          | Produktion                                                                       | Regi                         | Teater                |
| ---- | ----------------------------- | -------------------------------------------------------------------------------- | ---------------------------- | --------------------- |
| 1934 |                               | Dollarflickan Sigge och Arthur Fischer                                           |                              | Söders friluftsteater |
| 1934 |                               | Julia på camping Sigge Fischer                                                   |                              | Mosebacketeatern      |
| 1935 |                               | Hur ska' de' gå för Pettersson? Siegfried Fischer                                | Siegfried Fischer            | Söders friluftsteater |
| 1935 | Lundblad, notarie             | Följ me' till Köpenhamn Sigge Fischer                                            | Sigge Fischer                | Mosebacketeatern      |
| 1936 |                               | Fröken Grönlunds pojke Sigge och Arthur Fischer                                  | Sigge Fischer Arthur Fischer | Mosebacketeatern      |
| 1936 | Provresanden                  | Hemsöborna August Strindberg                                                     | Sigge Fischer                | Mosebacketeatern      |
| 1936 |                               | Augustas lilla felsteg Sigge Fischer                                             |                              | Mosebacketeatern      |
| 1937 |                               | Bergsprängarbruden Albin Erlandzon                                               | Sigge Fischer                | Mosebacketeatern      |
| 1937 |                               | Lördagsflirt Bjørn Bjørnevik                                                     |                              | Mosebacketeatern      |
| 1937 | Bernhard Grangård, tjänsteman | Fredrik och försynen Henning Ege                                                 | Siegfried Fischer            | Mosebacketeatern      |
| 1937 | Medverkande                   | Opp och heja! eller Mannen som stal Golfströmmen Tage Forsberg och Henry Carlson |                              | Mosebacketeatern      |
| 1938 |                               | Glada änkan i 12:an Siegfried Fischer                                            | Siegfried Fischer            | Klippans sommarteater |
| 1938 | Melker, manligt hembiträde    | Kökskavaljerer Siegfried Fischer                                                 | Siegfried Fischer            | Mosebacketeatern      |